# Хлыновка
Хлыновка — река в Кировской области, Россия. Левый приток реки Вятка. Длина — 18 км.
Ширина в межень в устье — 6 м, глубина в летний период — 20-50 см.
Код в государственном водном реестре — 10010300212111100034090.

## Течение
Протекает по Кирово-Чепецкому району Кировской области, а также Нововятскому, Ленинскому и Первомайскому районам города Кирова. За городской чертой — по территории Чистопрудненского сельского округа Ленинского района Кирова. Впадает в реку Вятка в городской черте города Кирова.